# Островная (река, впадает в Тихий океан)
Островная (в верховье Правая Островная) — река на востоке полуострова Камчатка. Протекает по территории Елизовского района Камчатского края России. Длина реки — 69 км. Площадь водосборного бассейна — 557 км².
Берёт начало в отрогах действующих вулканов Дзензур и Жупановская Сопка. Высота истока — 2923 м над уровнем моря. Горный рельеф местности определяет бурное течение реки в её верховьях и спокойное за 20 км до её впадения в Тихий океан. Протекает по территории Елизовского района Камчатского края.

## Притоки
- 20 км: Левая Островная (пр)
- 42 км: Припадочный (пр)
- 51 км: Гаврилина (лв)

## Исторические сведения
Местное ительменское название реки — Коакачь. Река известна русским казакам с начала XVIII века и названа ими по находящемуся напротив устья небольшому острову, который позже бы назван в честь С. П. Крашенинникова.

## Данные водного реестра
По данным государственного водного реестра России относится к Анадыро-Колымскому бассейновому округу.
Код объекта в государственном водном реестре — 19070000212120000022155.